# Tranzitul lui Venus din 1769
Tranzitul lui Venus din 1769 a fost cel de-al doilea tranzit al planetei din secolul al XVIII-lea. Ca și precedentul tranzit din 1761, acesta a dat naștere unor numeroase observații pe tot globul, cu scopul de a putea măsura cu precizie valoarea unității astronomice, distanța dintre Pământ și Soare.   
S-a produs în urmă cu 255 ani, 295 zile.

## Caracteristici
Tranzitul a avut loc între 3 iunie 1769 și 4 iunie 1769. A fost vizibil în totalitatea sa din Oceanul Pacific, Siberia și din nordul și estul Americii de Nord. A fost vizibil la răsăritul Soarelui din Australia și din majoritatea Asiei. A fost vizibil la apusul Soarelui din restul Americii de Nord și din totalitatea Americii de Sud, precum și din Europa de Vest.
Orarele tranzitului au fost următoarele (în UTC):
- primul contact: 19:15 (3 iunie)
- al doilea contact: 19:34
- Tranzit maximal: 22:25
- al treilea contact: 01:16 (4 iunie)
- al patrulea contact: 01:35
- Durata totală: 6 ore și 20 de minute.

## Istoric

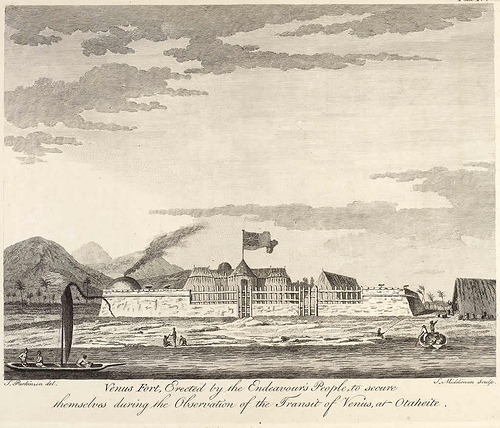
Fort Vénus, locul de observație a tranzitului lu Venus din 1769, în Tahiti, în timpul expediției lui Cook.

Lucrările lui James Gregory din 1663 și Edmond Halley din 1691 et 1716 au arătat că este posibil să se măsoare unitatea astronomică mulțumită unor numeroase observații ale unui tranzit în puncte suficient de depărtate ale suprafeței globului terestru. Ca și pentru precedentul tranzit din 1761, tranzitul din 1769 a dat naștere unor observații în numeroase locuri.
Tranzitul din 1769 a fost observat din Golful Hudson, Baja California (stăpânită atunci de Spania) și Norvegia. Astronomul ceh Christian Mayer a fost invitat de Ecaterina a II-a a Rusiei să observe tranzitul de la Sankt Petersburg cu Anders Johan Lexell, dar observațiile sale au fost îngreunate de nori.
Alți membri ai Academiei Ruse de Științe au observat tranzitul din opt alte locuri ale Imperiului Rus.
Regele Christian al VI-lea al Danemarcei l-a invitat pe Maximilian Hell la Vardø, unde au urmărit împreună tranzitul lui Venus. 
La Philadelphia, Societatea Americană de Filosofie a ridicat trei observatoare provizorii și a creat un comitet, în care David Rittenhouse era în frunte. Rezultatele celor trei observații au fost tipărite în primul volum al Tranzacțiilor Societății, publicat în 1771. Guillaume Le Gentil, care tocmai ratase tranzitul anterior, a petrecut opt ani călătorind înainte de a încerca să observe tranzitul din 1769, la Puducherry. Când a venit ziua, norii l-au împiedicat să-și facă observațiile. Eșecul aproape l-a făcut să-și piardă mințile și, la întoarcerea în Franța după unsprezece ani de absență, a descoperit că fusese declarat mort, că fusese înlocuit la Academia de Științe, că era ruinat, iar soția sa se recăsătorise.
Observarea tranzitului a fost unul dintre motivele primei călătorii a lui James Cook. Echipajul a debarcat în Tahiti, pe atunci o posesie franceză, și a construit un mic observator în nordul insulei, într-un loc numit din Pointe Vénus. Astronomul Charles Green a realizat observațiile.
Ca și în timpul tranzitului precedent, efectul de picătură neagră a împiedicat măsurarea corectă a momentului în care discul lui Venus s-a detașat de limbul solar.
În total au fost efectuate 151 de observații din 77 de locuri diferite.
În 1771, datele observațiilor tranziturilor din 1761 și 1769 i-au permis astronomului francez Jérôme Lalande să calculeze pentru unitatea astronomică valoarea de 153 milioane de kilometri (± 1 milion de kilometri). Datorită efectului de picătură neagră, precizia este mai mică decât se aștepta, dar totuși considerabil mai mare decât rezultatul calculelor lui Jeremiah Horrocks în urma observării tranzitului din 1639.